# بودنوردر
شهر بودنوردر در ایالت نیدرزاکسن در کشور آلمان واقع شده است.